# Adolf von Becker
Adolf von Becker, född 14 augusti 1831 i Helsingfors, död 23 augusti 1909 i Schweiz, var en finlandssvensk målare.
Adolf von Becker var son till Reinhold von Becker. Han utbildade sig först till jurist och tjänstgjorde en tid vid Åbo hovrätt men blev vid 25 års ålder konstnär på heltid. Han bedrev konststudier i Köpenhamn 1856—1858, därefter i Paris, som blev hans andra hemstad. von Becker var vid sidan av Severin Falkman Finlands första franskt skolade konstnär.

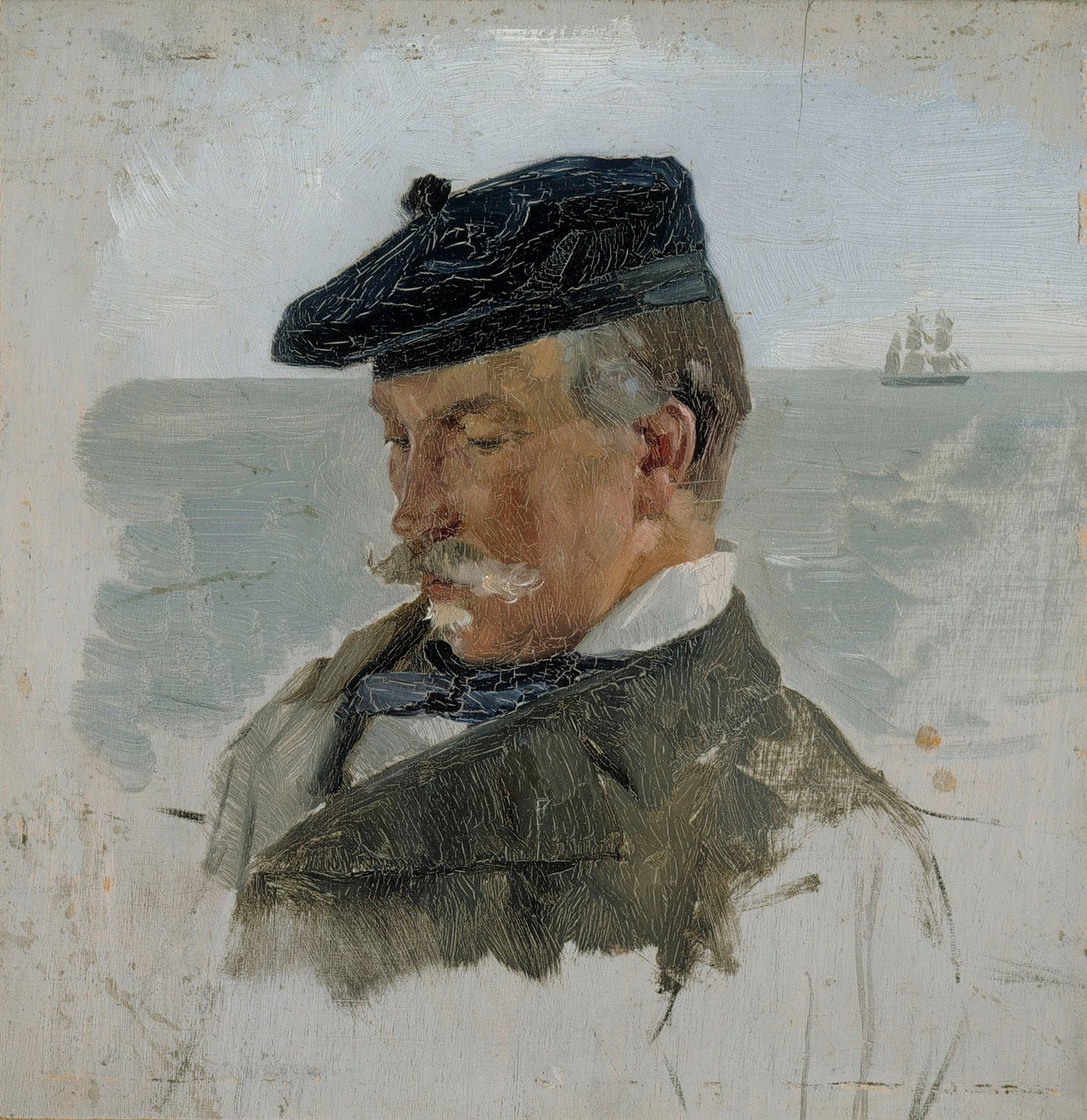
Porträtt av von Becker målad av Albert Edelfelt

von Becker påverkades mest i sin konstnärliga utveckling av genremålaren P.E. Frère och den så kallade Ecouen-skolan vilken var en fransk motsvarighet till Düsseldorfskolan. von Becker var Finlands främste figurmålare före Albert Edelfelt; hans ofta anekdotartade motiv är hämtade från barnens värld och från det franska och det österbottniska folklivet. Han spelade en viktig roll i landets konstliv som föreståndare för Helsingfors universitets ritsal 1869—1892 och han hade därtill från 1873 en egen konstskola i Helsingfors; till hans elever hörde Finlands mest kända konstnärer som Albert Edelfelt, Axel Gallen-Kallela, Helene Schjerfbeck och Anna Sahlstén. Han tog även väl hand om sina kvinnliga elever i Paris och hjälpte dem att etablera sig i staden.
Han blev medlem av konstakademin i Sankt Petersburg 1873 och erhöll professors titel 1879. 1892 flyttade han till Paris där han mest sysselsatte sig med landskapsmåleri. Han företrädde en konservativ ståndpunkt i den så kallade Ateneumstriden. Vid världsutställningarna i Paris 1878 och 1889 var han kommissarie för den finländska konsten.

## Galleri
|                                     |
| Sovande grå katt och en råtta, 1864 |

|                          |
| En fransk interiör, 1868 |

|                             |
| En fransk skoflickare, 1868 |

|                    |
| Moderskärlek, 1868 |

|                         |
| En flicka som syr, 1869 |

|                        |
| En omgång piquet, 1869 |

|                         |
| Krullhårig flicka, 1869 |

|                                                |
| Vid spiseln, frieriscen från Österbotten, 1871 |

|                      |
| Vid sjukbädden, 1874 |

|                            |
| En liten som får mat, 1874 |

|              |
| Nyfödd, 1875 |

|                        |
| Visning av babyn, 1875 |

|                                     |
| Söndagsmorgon på en bondgård, 1870s |

|                          |
| Efter kvällsmålet., 1877 |

|                                 |
| Efter att ha stått modell, 1880 |

|                   |
| Före jakten, 1880 |

|                          |
| Nånting för katten, 1882 |

|                 |
| I smedjan, 1885 |

|                                                       |
| Interiör från Hallonblads hem, Hympölä herrgård, 1888 |

|                             |
| Konstexperten, sent 1800-tl |

|                                        |
| Man i österländsk klädsel, okänt datum |